# Francisco Portusach Martínez
Francisco Portusach Martínez (Barcelona, 1864-1919) fue un mercader y ballenero español nacionalizado estadounidense, y por un breve periodo de tiempo gobernador de Guam. En los medios americanos del momento se referían a él como Francisco Portusach o Frank Portusach. 

## Biografía
Portusach nació en Barcelona. Su padre, era un rico mercante y Portusach pasó su infancia en barcos mercantes españoles en las Filipinas y otros territorios de España. Tras la muerte de su padre, se peleó con su hermano mayor y se trasladó a Chicago (Illinois) en 1885 y se convirtió en ciudadano estadounidense en 1888. Poco después, se mudó a Tacoma (Washington) y luego a San Francisco (California) donde conoció y se casó con su esposa. Juntos, se mudaron a Guam, por entonces un territorio colonial español. 
El 20 de junio de 1898, durante la Guerra hispano-estadounidense, los Estados Unidos de América capturaron Guam. La guarnición española existente, incluyendo al gobernador Juan Marina, fueron tomados como prisioneros de guerra y trasladados a Manila. Los ciudadanos españoles de la isla fueron desarmados. El capitán Henry Glass —el comandante de la batalla— eligió a Portusach para ser el gobernador de Guam provisional, y servir hasta que una guarnición militar pudiese ser armada y llevada a la isla. La única razón por la que fue elegido es porque era el único estadounidense que vivía en la isla.
Con Glass y la marina de Estados Unidos fuera, Portusach no tuvo la oportunidad de hacer sólida su posición de gobernador y José Sisto, un hispanofilipino, tesorero de la isla bajo dominio español, lo reemplazó —esto puede deberse; a que Portusach no tenía experiencia como gobernador y se vio superado—. Sisto, también, sería reemplazado pronto por los nativos. En enero de 1899 el USS Brutus llegó a la isla y reinstituyó a Sisto; no a Portusach; como gobernador —el territorio no alcanzaría estabilidad política hasta que Richard Phillips Leary llegó a la isla como gobernador militar en agosto de 1899—.
En 1917, escribió History of the Capture of Guam by the United States Man-of-War 'Charleston' and Its Transports. 